# Poecilanthrax alcyon
Poecilanthrax alcyon är en tvåvingeart som först beskrevs av Thomas Say 1824.  Poecilanthrax alcyon ingår i släktet Poecilanthrax och familjen svävflugor. Inga underarter finns listade i Catalogue of Life.